# 카일 스위처
카일 스위처(Kyle Switzer, 1985년 10월 10일 ~ )는 캐나다의 배우다.

## 영화
- 나쁜 산타 2 (2016년)
- 진실된 거짓 (2012년) - 카일 역
- 사랑은 은반 위에 4: 파이어 앤 아이스 (2010, The Cutting Edge: Fire and Ice)
- 더 하이 코스트 오브 리빙 (2010년) - 엘리 역
- 세번째 사랑 (2010년)
- 데드 앳 17 (2008년)
- 스파이더위크가의 비밀 (2008년)
- 리퍼 (2007년)
- 아임 낫 데어 (2007년)